# Tesla Roadster do Elon Musk
O Tesla Roadster do Elon Musk é um carro esporte elétrico que serviu como carga de teste para o voo de teste do Falcon Heavy no dia 6 de Fevereiro de 2018. Um manequim apelidado de Starman "dirige" o carro vestindo uma roupa espacial. o Tesla Roadster de 2008 e o foguete Falcon Heavy são ambos produtos das empresas Tesla e SpaceX do Elon Musk. Esse carro era anteriormente usado para Musk ir trabalhar, e se tornou o primeiro carro de consumidor enviado ao espaço.
Junto com o segundo estágio do foguete, o qual ainda está preso, o carro se junta na lista de objetos em órbita heliocêntrica. O impulso do segundo estágio deu uma combinação de velocidade o suficiente para escapar da gravidade da Terra e entrar numa órbita elíptica ao redor do Sol que cruza a órbita de Marte. A órbita alcança a distância máxima do Sol em seu afélio de 1.66 unidades astronômicas (ua). Durante a porção inicial da viagem, a combinação fez uma transmissão ao vivo de volta para a Terra por quase quatro horas.
A escolha de enviar esse carro como uma carga de teste foi variadamente interpretada como marketing para a Tesla.

## Passado

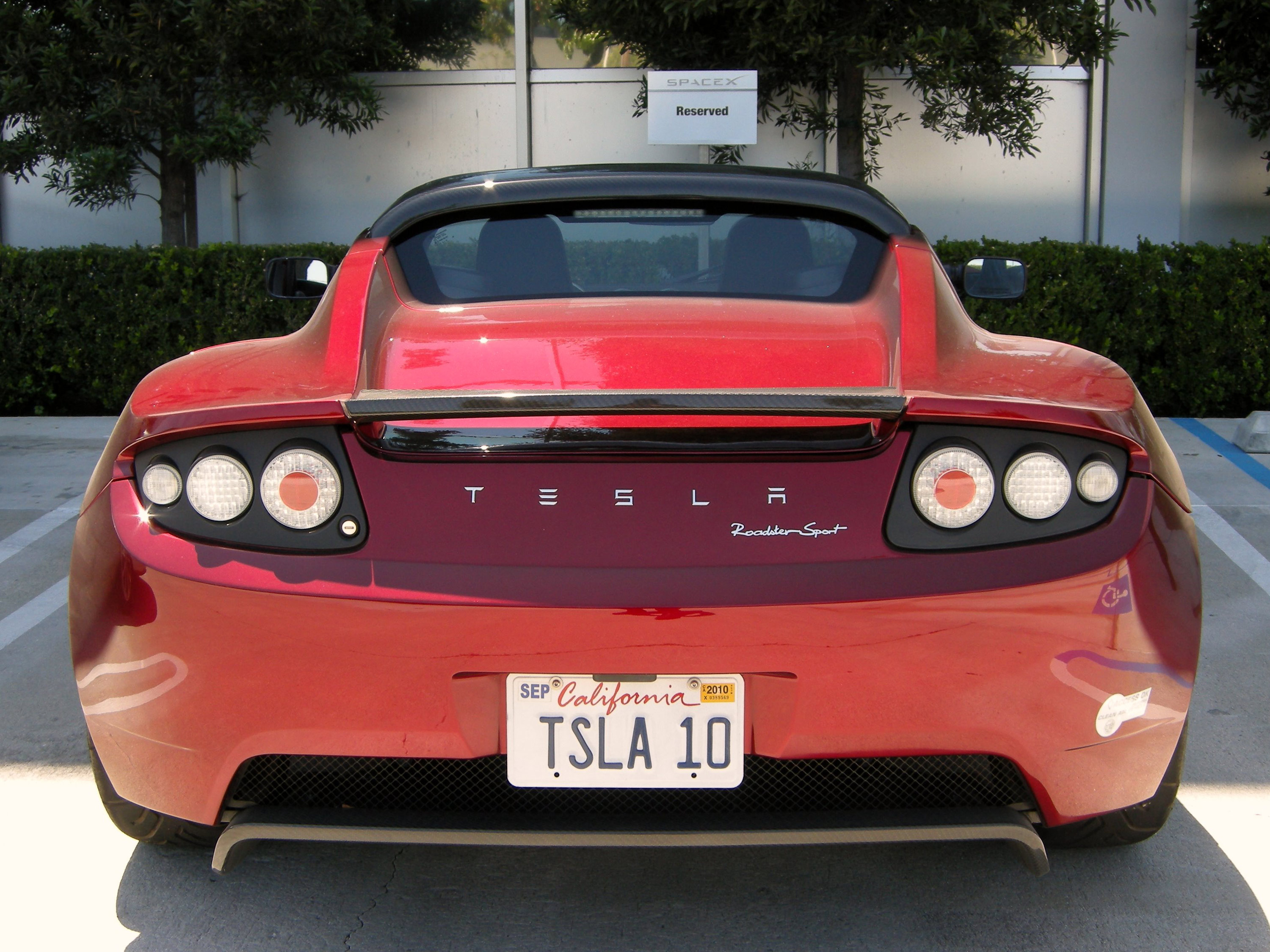
Tesla Roadster do Musk estacionado fora da SpaceX em 2010

Em Março de 2017, o fundador da SpaceX, Elon Musk, declarou que pelo fato do lançamento do novo Falcon Heavy ser muito perigoso, ele levaria a bordo a "coisa mais boba que pudermos imaginar".
Em Dezembro de 2017, Musk anunciou que a carga útil seria seu Tesla Roadster.
Depois, naquele mês, fotos do carro foram tiradas e lançadas ao público antes do encapsulamento da carga.
Um dos objetivos da SpaceX para o voo planejado era de demonstrar que seu novo foguete poderia mandar uma carga útil e lançável para até além da órbita de Marte. A empresa ofereceu à NASA a chance de levar um equipamento científico, o que foi recusado.
Seguindo ao lançamento bem sucedido, o Roadster se tornou o primeiro veículo de consumo enviado ao espaço. Três veículos tripulados feitos sobre medida foram previamente mandados ao espaço: os rovers lunar das Apollo 15, 16, e 17 na década de 70; todos deixados na Lua.

### Roadster como carga
O carro foi permanentemente montado no foguete numa posição inclinada acima do adaptador de carga, com o objetivo de balancear a distribuição de massa. Estruturas tubulares foram adicionadas para montar as câmeras frontais e traseiras.
Posicionado no assento do motorista está o "Starman", um manequim em tamanho real colocado num traje espacial da SpaceX. Foi colocado com a mão direita no voltante e o cotovelo esquerdo descansando na janela. O manequim foi batizado pela canção "Starman" de David Bowie e o sistema de som do carro foi preparado antes do lançamento para ficar num loop contínuo da música "Space Oddity" do Bowie.
Tem uma cópia do romance de 1979 do Douglas Adams, o The Hitchhiker's Guide to the Galaxy no porta luvas junto de referências ao livro na forma de uma toalha e um sinal no dashboard que se lê DON'T PANIC!". Uma miniatura do Roadster de Hot Wheels com uma miniatura do Starman está montada na janela. Uma placa levando os nomes dos empregados que trabalharam no projeto está colocada abaixo do carro, e uma mensagem na placa de circuito do veículo lê-se "Feito na Terra por Humanos". O carro também leva uma cópia da trilogia Fundação num disco óptico 5D criado com prova de conceito para o dispositivo de armazenamento de dados de alta densidade e grande duração do Arch Mission Foundation e dado ao Musk, que é um fã da trilogia.

## Lançamento
Uma licença para o lançamento foi liberada pelo Office of Commercial Space Transportation em 2 de fevereiro de 2018. O carro foi instalado no Falcon Heavy numa posição inclinada acima do adaptador de carga para levar em conta a distribuição de massa. O foguete decolou do Launch Complex 39A no Kennedy Space Center at 15:45 EST (20:45 UTC) on February 6, 2018, e foi inicialmente colocado numa órbita de estacionamento enquanto continuava preso ao segundo estágio do Falcon Heavy. Depois de uma costa mais longa que o usual de 6 horas através do Cinturão de Van Allen, além do mais demonstrando a nova capacidade requisitada pela Força Aérea Americana para inserção direta de órbita geostacionária de satélites pesados da inteligência, o segundo estágio reignitou para uma trajetória de fuga da Terra.

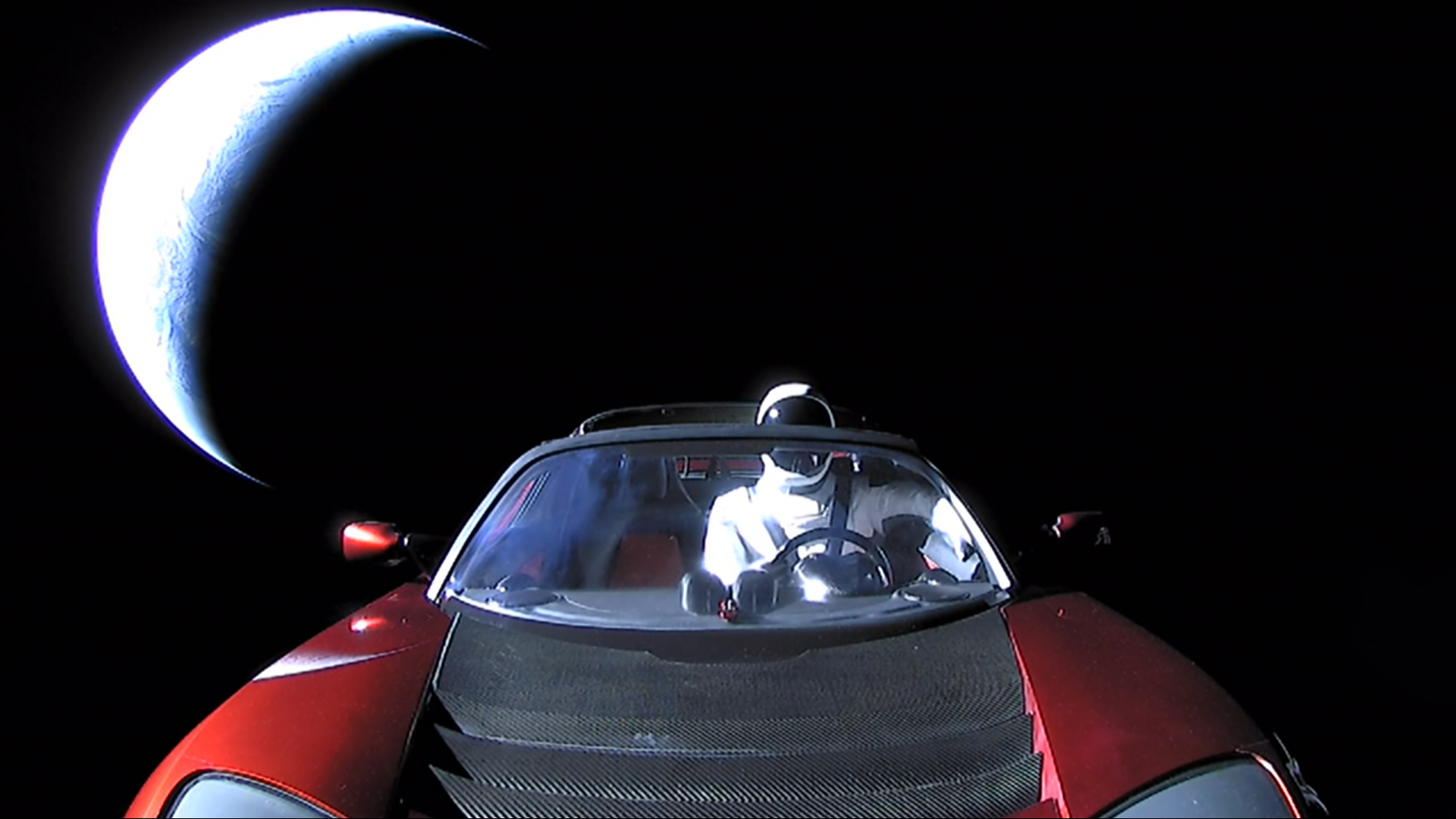
Imagem final do Roadster

Como todos os lançamentos anteriores, a SpaceX fez uma transmissão de vídeo. Começou no lançamento, e uma vez no espaço mostrou o Roadster em ângulos diferentes a partir de câmeras montadas dentro e fora do carro
A SpaceX não falou por quanto tempo a transmissão devia ocorrer, e Musk disse que a bateria do carro deveria durar doze horas, mas a transmissão na verdade correu por cerca de quatro horas, terminando antes do impulso final para fora da órbita da Terra. As imagens foram lançadas pela SpaceX em domínio público em sua conta do Flickr.
Seguindo o lançamento, o carro e o booster do foguete receberam o número 43205 do Satellite Catalog Number, nomeado "Tesla Roadster (AKA: Starman)", junto da COSPAR designation 2018-017A. O Roadster continua atracado ao segundo estágio do Falcon Heavy.

## Órbita

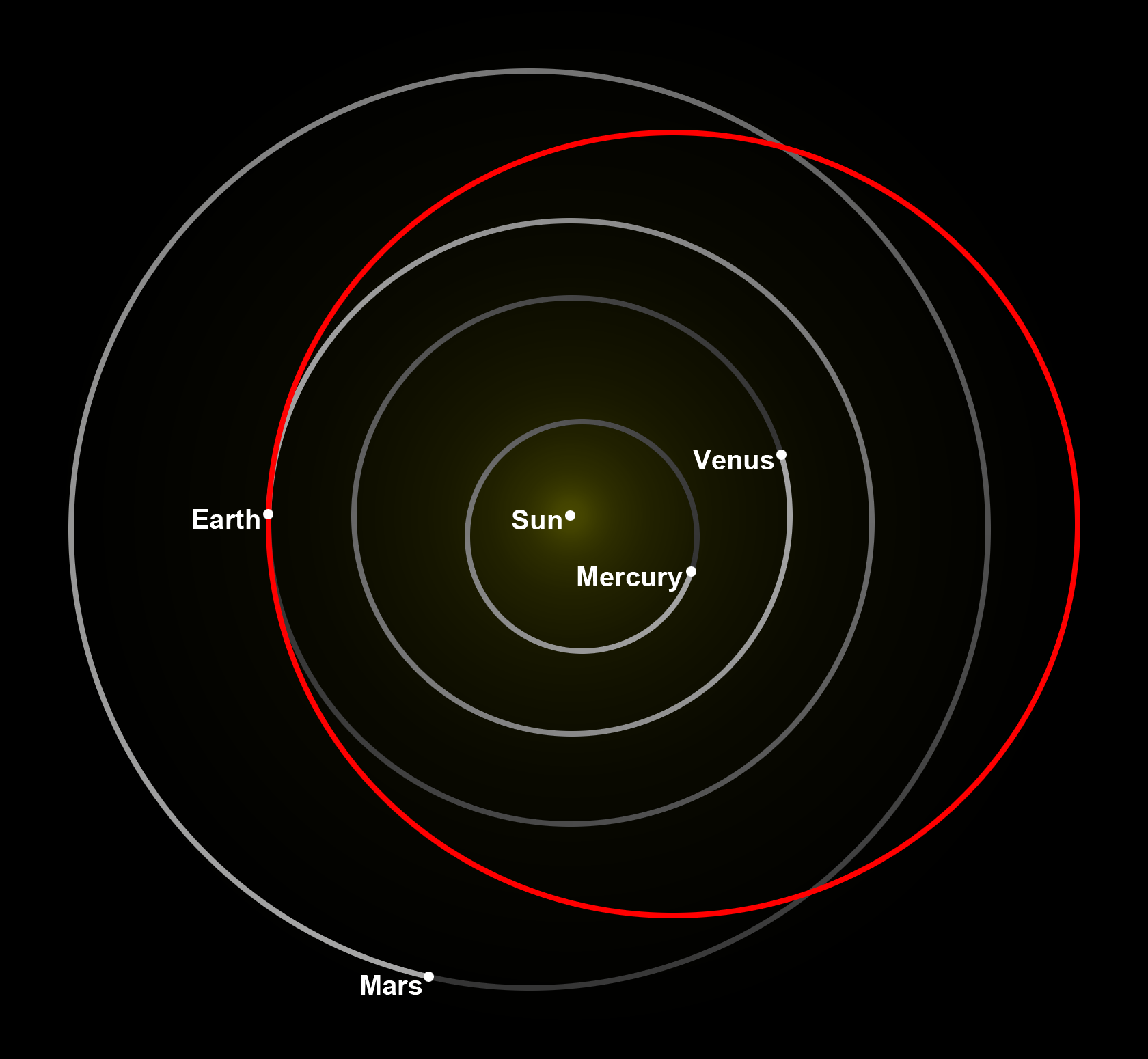
A órbita do Tesla Roadster, com os planetas do Sistema Solar interior para contexto. Seu afélio, o ponto mais distante do Sol, é ~250 milhões de quilômetros (1.70 UA).

O carro, a bordo do foguete, entrou numa órbita elíptica ao redor do Sol que vai além da órbita de Marte, tão longe quanto o cinturão de asteróides, mas não vai voar por Marte ou entrar em órbita ao seu redor.
Mesmo se o lançamento mirasse numa órbita de transferência marciana, nem o carro ou o estágio superior do Falcon Heavy foram projetados para funcionar em espaço profundo, faltando propulsão, manobra, potência e capacidade de comunicação requirida para operar no espaço interplanetário ou para entrar na órbita de Marte. A proposta de lançar o Roadster em órbita heliocêntrica é para mostrar que o Falcon Heavy pode lançar cargas que alcancem Marte. Ele está se movendo para além da Terra a uma velocidade de 12 908 km/h (8 000 mph)
Sua primeira órbita ao redor do Sol levou 557 dias para ser completada.

### Observações
Baseado em observações ópticas feitas usando um telescópio robótico no Observatório de Warrumbungle, Dubbo, Austrália e o refinamento da órbita, um re-encontro próximo com a Terra (originalmente previsto para 2073) não é possível. Em 2020, o carro vai passar a 6.9 milhões de quilômetros de Marte, bem além de sua esfera de influência gravitacional.
O Virtual Telescope Project observou o Tesla dois dias depois do lançamento, onde ele tinha uma magnitude aparente de 15.5 , comparável com a lua de Plutão Caronte. O Roadster foi automaticamente visto e registrado pelo telescópio Asteroid Terrestrial-impact Last Alert System (ATLAS) operado pela Universidade do Havaí. O carro foi observado pelo Deimos Sky Survey (DeSS) a uma distância de 720 000 quilômetros (450 000 mi) com um efeito de flash o que sugere um giro.
Por medir mudanças no brilho do carro em rotação, os astrônomos determinaram que o Roadster está rotacionando com um período de 4.7589 +/- 0.0060 minutos. Por 11 de fevereiro de 2018, medidas de astrometria de 241 observações independentes foram coletadas, refinando as posições em até um décimo de um arco segundo—mais acurado que a maioria das observações de objetos no espaço.

### Futuro
Musk disse que o carro deve vagar pelo espaço por um bilhão de anos. Radiação solar, radiação cósmica e impacto de micrometeoritos vão danificar o carro estruturalmente no decorrer do tempo. A radiação vai quebrar o material orgânico e todas as partes com ligação de carbono. Pneus, pintura, plástico e couro devem durar apenas cerca de um ano, enquanto as partes de fibra de carbono devem durar consideravelmente mais. Eventualmente, apenas a estrutura de alumínio, metais inertes e vidro não destruído por meteoritos vão sobrar.
Um rascunho de artigo enviado ao arXiv, baseado em cálculos começando em 10 de fevereiro de 2018 e avaliando 240 simulações acima de um intervalo de tempo de 3 milhões de anos, encontrou que a probabilidade do Roadster colidir com a Terra ser de aproximadamente 6%, ou com Vênus é aproximadamente 2,5%.  Essas probabilidades de colisão são similares as encontradas em outros objetos próximos da Terra. A meia vida para as órbitas testadas foi calculada como tendo aproximadamente 20 milhões de anos, mas com trajetórias variando significativamente seguindo a um encontro próximo com o sistema Terra-Lua em 2091.

## Reações
A escolha desse carro como uma carga de teste foi variadamente interpretada como um movimento de marketing para a Tesla, um objeto de arte ou lixo espacial.

### Marketing
Musk foi louvado como um marqueteiro e gerente de marca visionário que deliberadamente controla o tempo e conteúdo de suas obras de relações públicas corporativas. Depois do lançamento, a Scientific American disse que usar um carro não era inteiramente sem sentido, no sentido de que algo desse tamanho e peso era necessário para um teste bem feito. "Tematicamente, se encaixou com perfeição" usar um carro da Tesla, e não tinha razão para não atacar a oportunidade de se lembrar que a indústria automobilística que Musk está desafiando o status quo tanto nessa arena, como no espaço. Advertising Age concordou com Business Insider de que o lançamento do Roadster no espaço foi o "maior comercial automobilístico sem gastar um centavo em propaganda", demonstrando que Musk está "a quilômetros além dos demais" em alcançar consumidores jovens, onde "meros mortais discutem sobre gastar milhões para lutar um contra o outro em apenas alguns segundos no ar", Musk "apenas executa sua visão." Alex Hern, repórter de tecnologia para o The Guardian, disse que a escolha de lançar o carro foi um "híbrido de um avanço genuíno e um golpe de publicidade nerd" sem "nenhum real motivo além de gerar boas fotos para a imprensa", que não devem prejudicar a conquista tecnológica muito mais importante representado pelo lançamento do próprio foguete.
Lori Garver, ex vice-diretora da NASA inicialmente disse que a escolha para a carga do voo inicial do Falcon Heavy foi um truque e perda de oportunidade para um maior avanço na ciência - mas depois esclareceu que "Um SpaceX VP (vice-presidente) me contou que eles ofereceram lançamentos gratuitos para a NASA, Força Aérea e etc, mas ninguém aceitou."

### Arte

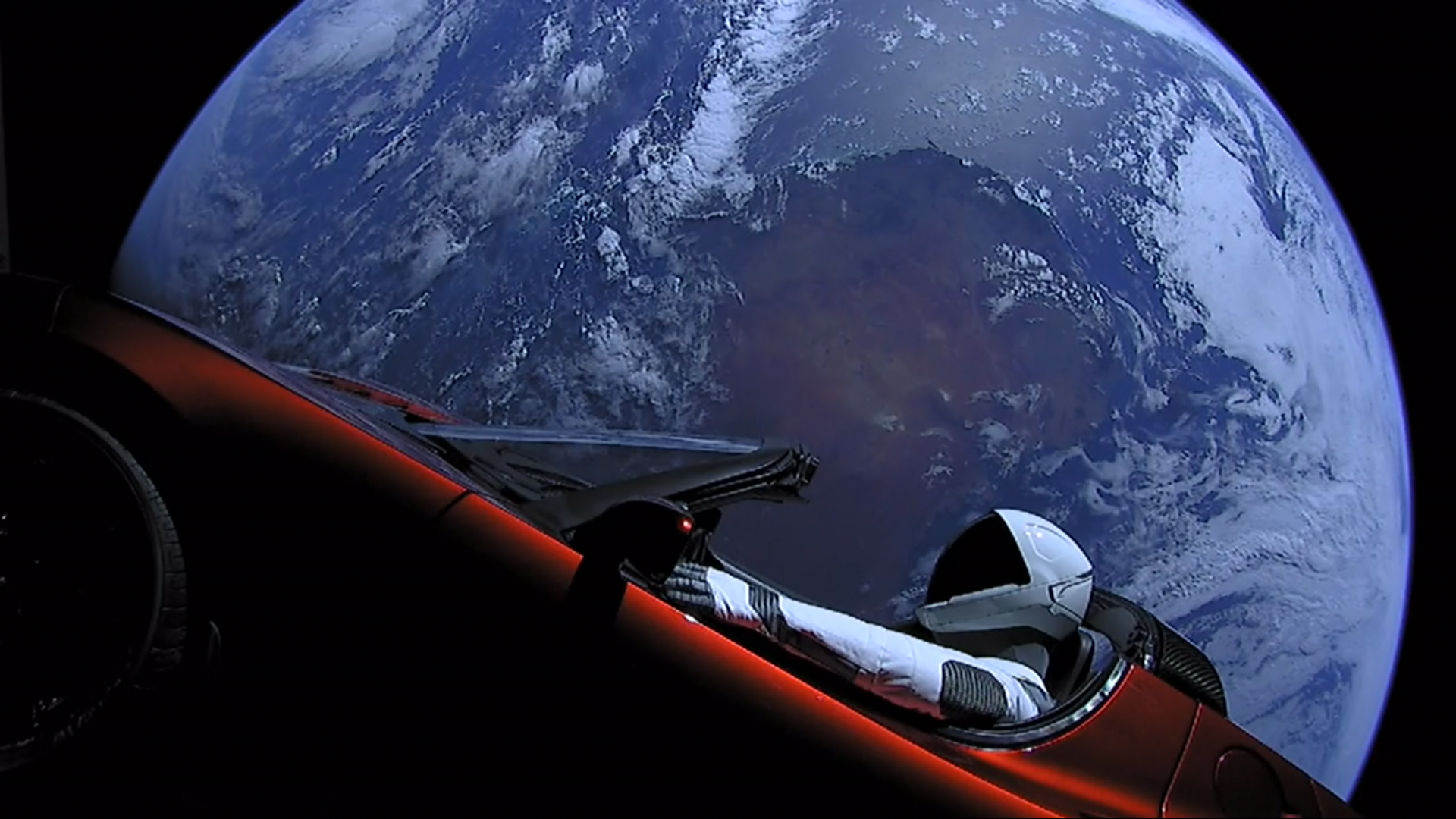
O manequim conhecido como "Starman", amarrado ao Roadster

Alice Gorman, uma palestrante de arqueologia e estudos espaciais disse que o propósito primário é comunicação simbólica, que "o carro esporte vermelho simboliza a masculinidade - poder, riqueza e velocidade – mas também quão frágil a masculinidade é" e então citando outro arqueologista, que "O carro é também uma armadura contra a morte, um talismã que suprime o medo profundo da mortalidade."  Gorman escreveu que "o traje espacial também é sobre a morte. [...] O Starman nunca viveu, mas agora ele está assombrando o espaço."
The Verge comparou o Roadster como um trabalho artístico lembrando o "Ready-made", igual a peça A Fonte, de 1917 do Marcel Duchamp, criada colocando um objeto do dia a dia numa posição, contexto e orientação incomuns.

### Lixo espacial
Alguns comentadores criticaram o lançamento do Tesla como crasso ou irresponsável. Hugh Lewis, um perito em detritos espaciais da Universidade de Southampton, tweetou que "Intencionalmente lançar um carro para uma órbita de longa duração não é o que você quer ouvir de uma companhia planejando lançar 1000 satélites em LEO." O perito em detritos orbitais Darren McKnight disse que desde que o carro esteja fora da órbita da Terra, ele não vê risco, mas "O entusiasmo e interesse que ele [Musk] gera mais do que compensa o infinitesimalmente pequeno 'lixo' no cosmos."
O escritor científico Mark Kaufman disse que o carro orbital do Musk foi "sensacionalista" e uma "grotesca apresentação de riqueza", também como uma oportunidade perdida de coletar algum dado astronômico mínimo ao lançar uma instrumentação básica no lugar de um carro. Tommy Stanford, diretor do Commercial Spaceflight Federation, opinou que o carro e seu estágio do foguete não são mais "lixo espacial" do que o material comum normalmente usado em outros voos teste. Simuladores de massa são as vezes colocados numa órbita cemitério ou enviadas numa trajetória de espaço profundo, onde não são um perigo.
A Sociedade Planetária estava preocupada que lançar um objeto não esterilizadoa o espaço interplanetário possa causar contaminação biológica de um objeto planetário.

## Impacto Cultural
O carro no espaço rapidamente se tornou um tópico para memes na Internet.
Western Australia Police distribuiu uma foto de uma arma radar apontada para o Roadster enquanto ele estava acima da Austrália.
Škoda produziu um vídeo paródia de um Škoda Superb sendo dirigido para Marte (uma vila no centro da França).
Algumas notícias relataram a semelhança entre as imagens reais de um carro orbitando a Terra e a sequência título do filme de animação feito em 1981 Heavy Metal, onde um viajante espacial pousa na Terra em um conversível de dois lugares.
- Este artigo foi inicialmente traduzido, total ou parcialmente, do artigo da Wikipédia em inglês cujo título é «Elon Musk's Tesla Roadster».